# Cathédrale d'Ozieri
La cathédrale d'Ozieri est une église catholique romaine d'Ozieri, en Italie. Il s'agit de la cathédrale du diocèse d'Ozieri.

## Description
Dédiée à l'Immaculée Conception, l'église a été construite entre le XIVe et le XVe siècle, et restaurée à plusieurs reprises. À l'intérieur se trouvent des fresques, un orgue monumental et un chef-d'œuvre du peintre connu sous le nom de Maître d'Ozieri (Maestro di Ozieri).
Son importance s'est accrue après la suppression du diocèse de Bisarcio. C'est en 1803 que l'église a été élevée au rang de cathédrale et restaurée par l'architecte Gaetano Cima. C'est lui qui a donné au bâtiment son caractère néoclassique.
L'entrée de l'église est précédée d'une volée de marches flanquée du clocher. L'église a un plan en croix latine, avec trois nefs et un transept avec une abside semi-circulaire. Chaque allée latérale comporte trois chapelles avec des autels en marbre et des statues en bois. Au-dessus du maître-autel du XVIIIe siècle se trouvent des statues de l'Immaculée Conception et de deux anges, sculptées dans du marbre blanc. Derrière elle se trouve le chœur en bois, datant de la même époque.
Dans la salle capitulaire se trouve l'œuvre d'art la plus importante de la cathédrale, à savoir le polyptyque de la Madone de Lorette (XVIe siècle), une œuvre de l'école du Maître d'Ozieri, apportée à la cathédrale en 1870. Composé de sept panneaux peints, il s'agit de l'une des plus belles œuvres d'art sardes répertoriées.

### Articles liés
- Liste des cathédrales d'Italie
- Diocèse d'Ozieri